# Jacques Le Pailleur
Jacques Le Pailleur (* vor 1623; † 4. November 1654 in Paris) war ein französischer Mathematiker, Finanzmann und Dichter.
Er war der Sohn eines Lieutenant d’Election in Meulan-en-Yvelines und wird im Geschichtswerk Historiettes von Gédéon Tallemant des Réaux porträtiert, mit dem er befreundet war. Er war zeitweise Angestellter einer Sparkasse und kündigte, da er die dort beobachteten Unterschlagungen nicht mittragen wollte. Er war dann im Dienst des mit ihm verwandten Präsidenten Larcher. Daneben vergnügte er sich auf Festen, tanzte und dichtete als Teil eines Kreises von Poeten und Lebemännern, dem auch der Dichter Charles de Vion Dalibray angehörte. 1623 war er mit dem Arzt Etienne Chaumean an einem Scherz seiner Freunde beteiligt, der die Pariser aufschreckte und zu ernsten Nachforschungen offizieller Stellen führte: Überall in Paris fanden sich Plakate einer Gesellschaft der Rosenkreuzer, die angaben, alle möglichen Krankheiten heilen zu können und unsichtbar zu sein. Der Vergnügungen in Paris überdrüssig und da ihm wohl der Boden wegen der Rosenkreuzer Affäre zu heiß wurde, ging er 1623 mit dem Grafen von Saint-Brisse, einem Cousin des Kardinals Retz, in die Bretagne zum dortigen Gouverneur Marschall Pons de Lauzières, Marquis de Thémines, dessen Finanzen er als Intendant bis zum Tod von Pons de Lauzières-Thémines Gattin Marie 1652 verwaltete. Als Finanzmann hatte er einen Ruf der Rechtschaffenheit und Gewissenhaftigkeit.
Er war Lehrer von Marie-Madeleine de La Fayette und war auch mit deren Eltern bekannt. Ebenso war er auch ein Freund von Étienne Pascal, des Vaters von Blaise Pascal. Als Etienne Pascal 1635 das mathematische Genie seines Sohnes entdeckte, der ohne Anleitung den 32. Lehrsatz aus den Elementen Euklids bewies, führte ihn sein erster Weg zu seinem Freund Le Pailleur, um ihm seine Freude darüber mitzuteilen. Mit beiden Pascals war er Mitglied des Kreises um Marin Mersenne in Paris (ab etwa 1637), wo er seinen seit seiner Jugend bestehenden mathematischen Neigungen nachgehen konnte. Nach dem Tod von Mersenne 1648 übernahm Le Pailleur die Leitung der Gruppe von Mathematikern, die eine Art Akademie bildeten (Academie Parisienne genannt, auch Academie Le Pailleur). Teilnehmer waren unter anderem Pierre Gassendi, Gilles Personne de Roberval, die Pascals, Pierre de Carcavi, Girard Desargues, Ismael Boulliau und Claude Mylon (ihr Sekretär). Pascal präsentierte hier seine experimentellen Ergebnisse über den Luftdruck bzw. das Vakuum (Auseinandersetzung mit dem Jesuiten Étienne Noël, zu der sich Pascal brieflich 1648 gegenüber Le Pailleur erklärt) und 1654 seine mathematischen Entdeckungen.